# Puitalen (familie)
De puitalen (Zoarcidae) vormen een familie van baarsachtige vissen. Ze hebben, zoals de naam al aangeeft, een palingvormig voorkomen met een langgerekt lijf. Alle ongeveer 220 soorten leven in zee, de meeste op de bodem, waarvan sommige tot op grote diepte.
De grootste soort in de familie is de Amerikaanse puitaal die tot 1,1 meter lang kan worden.

## Geslachten
De familie bestaat uit ongeveer 50 geslachten, onderverdeeld in vier onderfamilies:
| - Onderfamilie Gymnelinae - Andriashevia - Bilabria - Davidijordania - Gymnelopsis - Gymnelus Reinhardt, 1833 - Hadropareia - Krusensterniella - Melanostigma Guenther, 1881 - Nalbantichthys - Opaeophacus - Puzanovia Fedorov, 1975 - Seleniolycus Anderson, 1988 - Onderfamilie Lycodinae - Aiakas Gosztonyi, 1977 - Austrolycus - Bothrocara Bean, 1890 - Bothrocarina | - Onderfamilie Lycodinae (vervolg) - Crossostomus - Dadyanos - Derepodichthys - Dieidolycus - Eucryphycus - Exechodontes - Hadropogonichthys - Iluocoetes - Letholycus - Lycenchelys Gill, 1884 - Lycodapus - Lycodes - Lycodichthys - Lycodonus Goode & Bean, 1883 - Lycogrammoides - Lyconema - Maynea | - Onderfamilie Lycodinae (vervolg) - Notolycodes - Oidiphorus - Ophthalmolycus - Pachycara Zugmayer, 1911 - Phucocoetes - Piedrabuenia - Plesienchelys - Pogonolycus - Pyrolycus - Taranetzella - Thermarces Rosenblatt & Cohen, 1986 - Onderfamilie Lycozoarcinae - Lycozoarces - Onderfamilie Zoarcinae - Ericandersonia - Japonolycodes - Zoarces Cuvier, 1829 |